# En Vogue (album de Jacques Dutronc)
Albums de Jacques Dutronc
Intégrale Les Cactus
(2004) Best of Jacques Dutronc 3 CD
(2009)
En Vogue est une compilation du chanteur français Jacques Dutronc, sortie en 2004.

## Liste des pistes
| No  | Titre                                                         | Durée |
| --- | ------------------------------------------------------------- | ----- |
| 1.  | Et moi, et moi, et moi                                        | 02:55 |
| 2.  | Mini, mini, mini                                              | 01:55 |
| 3.  | Les Play-boys                                                 | 03:09 |
| 4.  | On nous cache tout, on nous dit rien                          | 02:35 |
| 5.  | La Fille du père Noël                                         | 02:37 |
| 6.  | Les Cactus                                                    | 02:41 |
| 7.  | J'aime les filles                                             | 03:00 |
| 8.  | L'Idole                                                       | 02:44 |
| 9.  | La Publicité                                                  | 02:24 |
| 10. | Il est cinq heures, Paris s'éveille                           | 02:56 |
| 11. | Fais pas ci, fais pas ça                                      | 01:43 |
| 12. | L'Opportuniste                                                | 02:43 |
| 13. | Le Roi de la fête                                             | 03:45 |
| 14. | L'Aventurier                                                  | 02:31 |
| 15. | Le Responsable                                                | 02:34 |
| 16. | L'Hôtesse de l'air                                            | 03:14 |
| 17. | Le fond de l'air est frais                                    | 02:23 |
| 18. | Le Petit Jardin                                               | 03:53 |
| 19. | Le Dragueur des supermarchés                                  | 02:17 |
| 20. | Gentleman Cambrioleur                                         | 03:10 |
| 21. | Les Play-boys [version espagnole]                             | 03:09 |
| 22. | Il mondo va così [Et moi, et moi, et moi - version italienne] | 02:40 |